# Marie Claire Nanetti
Clelia Nanetti, en religion Marie Claire Nanetti (en italien : Maria Clara Nanetti), est une religieuse italienne missionnaire en Chine, née à Santa Maria Maddalena (Occhiobello)  dans la province de Rovigo en Italie le 9 janvier 1872 et morte décapitée le 9 juillet 1900 à Taiyuan, dans la province du Shanxi en Chine.
Elle fait partie du groupe des 120 martyrs de Chine canonisés par le pape Jean-Paul II en 2000. La fête de sainte Marie Claire Nanetti, avec les autres martyrs, est le 9 juillet.

Situation sur la carte de Chine.

## Biographie
Clelia Nanetti est née le 9 janvier 1872 à Santa Maria Maddalena, sur la commune d'Occhiobello dans la province de Rovigo en Vénétie, Italie. Grâce à son frère franciscain, Barnabé, elle peut approfondir et affermir sa vocation religieuse. À l'âge de 18 ans, elle demande à ses parents la permission de devenir religieuse. Par son frère, elle fait la connaissance des Franciscaines missionnaires de Marie. Elle part à Rome et intègre le pré-noviciat de cet ordre le 24 janvier 1892. Elle entre au noviciat proprement dit le 10 avril suivant lors de sa prise d'habit et adopte le nom de  Marie Claire.
Elle est alors affectée en France, aux Châtelets à Ploufragan en Bretagne. C'est là que se trouve le noviciat de l'ordre, avec une grande exploitation agricole et un élevage. Maria Clara est très heureuse d'y vivre, car cela lui rappelle son pays natal en Italie, malgré la dureté du travail pour les jeunes novices. Mais le climat breton ne convient pas à sa santé, car elle souffre de maladie cardiaque. Après deux ans, elle est transférée à Vanves, près de Paris, où elle se rétablit complètement.
Sœur Marie Claire prononce ses vœux perpétuels le 13 novembre 1898. Le même jour, la mère supérieure de son ordre l'informe qu'elle est choisie pour faire partie du groupe des sept religieuses envoyées en mission pour la Chine.
Elle s'embarque le 12 mars 1899 avec les autres religieuses, et avec dix religieux missionnaires sous la direction de Mgr François Fogolla. Ils arrivent à Tai-Yuen-fu le 4 mai 1899. À la mission, elle a pour tâche de s'occuper du soin de l'église, de la cuisine et du foyer pour les orphelins.
Quand la révolte des Boxers éclate, le gouverneur de la province interdit la pratique du christianisme. Mgr Grassi conseille aux religieuses de changer de tenue en utilisant des vêtements chinois pour être épargnées. Mais Marie Claire et la supérieure ne songent pas à s'échapper.
Les six religieuses de la mission ainsi que d'autres missionnaires sont arrêtés le 6 juillet 1900 et décapités trois jours plus tard, le 9 juillet. Avant de mourir, ils chantent ensemble le Te Deum. Marie Claire est la première à être exécutée, car les bourreaux pensaient qu'elle était la responsable du groupe.

## Sainte
Marie Claire Nanetti est béatifiée par le pape Pie XII à Rome le 24 novembre 1946.
Elle est canonisée (proclamée sainte) par le pape Jean-Paul II à Rome le 1er octobre 2000, au sein du groupe des 120 martyrs de Chine. La fête de sainte Marie Claire Nanetti est célébrée chaque année avec eux le 9 juillet.

## Source
- (ca) Cet article est partiellement ou en totalité issu de l’article de Wikipédia en catalan intitulé « Clelia Nanetti » (voir la liste des auteurs)..